# Bolhrad
Bolhrad (in ucraino Болград?; in rumeno, Bolgrad) è una città ucraina (14 818 abitanti) nel distretto di Bolhrad, nell'oblast' di Odessa. Ospita l'amministrazione del Distretto di Bolhrad e della comunità territoriale di Bolhrad, una delle comunità territoriali dell'Ucraina.

## Storia
La città di Bolhrad è stata fondata nel 1821 da coloni bulgari in Bessarabia, sotto la direzione del generale Ivan Inzov, il quale è "venerato" dai residenti di  Bolhrad come il "fondatore della città." Bolhrad ha fatto parte della Moldavia (1856-1859), della Romania (1859-1878;1918-1940;1941-1944), per poi essere incorporata all'Unione Sovietica e, dalla dissoluzione dell'URSS, fa parte dell'Ucraina.

## Economia
Dal 1920, Bolhrad ha una fabbrica di carbone.

## Educazione
Il liceo Georgi Sava Rakovski, fondato nel 1858, è la scuola superiore più antica del risveglio nazionale bulgaro

## Società

### Evoluzione demografica
Al censimento del 2001, le lingue maggiormente parlate erano: il russo (48,70% della popolazione), il bulgaro (32,65%), l'ucraino (13,92%), il gagauzo (2,00%), il rumeno (1,15%) e altre lingue (0,43%).

## Monumenti e luoghi d'interesse
- Cattedrale della Trasfigurazione
- Chiesa di San Nicola
- Chiesa di san Metrofane
- Parco Puškin